# Пинто, Шейн
Шейн Пинто (англ. Shane Pinto; род. 12 ноября 2000, Franklin Square, Нью-Йорк) — американский хоккеист, нападающий клуба национальной хоккейной лиги «Оттава Сенаторз» (с 2020 года). Игрок сборной США по хоккею с шайбой. Чемпион мира 2025 года.

## Биография
Пинто родился 12 ноября 2000 года на Франклин-сквер в Нью-Йорке. Вырос в спортивной семье. Его отец — Фрэнк, в молодости играл в бейсбол, а мать Кэтрин и старшая сестра Брианна — в софтбол. В семь лет Пинто уверенно катался на коньках.
Пинто большую часть своей юности провёл в «Бруклин Авиаторс», команде второго эшелона Премьер-хоккейной лиги США (USPHL). В возрасте 12 лет он помог своей команде выиграть чемпионат штата. После двух лет учебы в средней школе имени Х. Фрэнка Кэри на Франклин-сквер Пинто перешел в школу в Коннектикуте и продолжил свою хоккейную карьеру. В своем последнем сезоне в этой команде он забил 34 гола и отдал 31 результативную передачу, набрав 65 очков в 54 матчах, и был включен в состав национальной сборной США по хоккею на юниорском чемпионате мира 2018 года, где стал американцы стали чемпионами.

## Клубная карьера
В сезоне 2018\19 годов Пинт присоединился к «Линкольн Старз», выступающей в хоккейной лиги Соединенных Штатов (USHL). В своих первых 30 матчах в лиге Пинто забил 17 шайб и отдал 15 результативных передач, набрав 32 очка. В январе 2019 года Пинто был обменян в «Трай Сити Шторм», по итогам сезона Пинто был включен в команду новичков USHL 2019 года.
Два сезона, начина с сезона 2019/20 годов Пинто провёл в составе ХК «Университет Северной Дакоты». В 2021 году Пинто завершил свою карьеру в колледже, подписав трёхлетний контракт с «Оттава Сенаторз».
Шейн дебютировал в НХЛ в конце сезона 2020/21 годов. Свою первую шайбу забросил 5 мая 2021 года в матче против «Монреаль Канадиенс».
Американец пропустил почти весь сезон 2021/22 годов из-за травм. Во время своей четвертой игры в сезоне он получил удар от Марио Ферреро из «Сан-Хосе Шаркс» и выбыл с травмой плеча. Спустя девять матчей против «Питтсбург Пингвинз» он снова повредил то же плечо во время вбрасывания. В итоге пришлось делать медицинскую операцию, и Пинто пропустил остаток сезона. Восстановился к началу сезона 2022/23 годов. В октябре 2022 года был признан лучшим новичком месяца в НХЛ, забив шесть голов в восьми матчах. Завершил сезон с 20 голами и 35 очками в 82 матчах.
26 октября 2023 года НХЛ приостановила участие Пинто в матчах за нарушение правил лиги, касающихся азартных игр на спорт. В результате дисквалификации Пинто было запрещено возвращаться в состав «Сенаторз» до 21 января 2024 года.
19 января 2024 года Пинто подписал однолетний контракт с «Сенаторз». Вернулся в состав клуба 21 января в матче против «Филадельфии Флайерз» и набрал свое первое очко в сезоне. Сезон же завершил с 9 забитыми шайбами и 18 результативными передачами в 41 матче.

## Карьера в сборной
В декабре 2019 года был вызван в молодёжную сборную США для участия в чемпионате мира, на котором американцы стали шестыми. В активе Пинто 5 игр, 4 заброшенные шайбы и 3 результативные передачи.
В 2024 году приглашён в состав первой национальной сборной США для участия в чемпионате мира, который состоялся в Чехии. Годом спустя снова приглашён на турнир, который сборная США в итоге выиграла.